# Ужинец (Ровненская область)
Ужинец (укр. Ужинець) — село в Млиновской поселковой общине Дубенского района Ровненской области Украины.
До 2020 года входило в Млиновский район.
Население по переписи 2001 года составляло 498 человек. Почтовый индекс — 35107. Телефонный код — 3659. Код КОАТУУ — 5623887104.